# 碧血剣
『碧血剣』（へきけつけん）は、中華圏（中国、台湾、シンガポール、華僑・華人コミュニティ等）で著名な小説家金庸の武俠小説の一つ。1956年に『香港商報』で連載された。
時は17世紀半ば、明朝が終わろうとするころ。無実の罪で殺された父の袁崇煥の復讐のため、主人公・袁承志が武術を修行し、江湖をさすらう。金庸の小説の中ではかなり史実をベースとしている割合が強く、袁崇煥・崇禎帝・李自成など、歴史上の人物が多数登場する。
なお、清朝を舞台にした『鹿鼎記』とは内容がつながっており、何鉄手・阿九・帰辛樹などの人物が共通して登場する。
「青蘋血碧他生果、紫玉香飄異代縁」を由来とする。

## 登場人物

### 主要人物
袁承志（えん しょうし）
明末の名将袁崇煥の遺児。清を討ち、明を立て直すため華山派に弟子入りする。さらに、既に故人である金蛇郎君の残した武術をも習得。歳は若いが、穆人清が老人になってからとった弟子であるため、同門からは師叔と呼ばれることが多い。もっとも、師叔と尊称されるだけの実力は充分そなえており、実力はかなりのものである。師父の以後は師父とともに李自成に協力することになるが、基本的に潜入捜査や、軍資金調達のため金蛇郎君の残した宝探しなどの活動をしており、軍人としての活躍はしない。疑心暗鬼から父を殺した崇禎帝に対しては複雑な感情を抱いている。
袁崇煥（えん すうかん）
明の名将であり、清を防いでいたが讒言により陥れられ処刑される。金庸作の伝記『袁崇煥評伝』（未翻訳）でも詳細に言及している。
夏青青（か せいせい）
石樑派第三祖温方山の孫娘。武林の奇俠金蛇郎君の娘。袁承志に出会って後、生家を離れ父の夏姓を名乗る。不幸な生い立ちであり、甘やかされて育ったため我侭で癇癪もち。袁承志を一途に慕う男装の美少女。
金蛇郎君（きんじゃろうくん）
武林の奇俠。本名は夏雪宜（か せつぎ）であるが、もっぱら金蛇郎君の名で呼ばれている。非常に美男子であり、五毒教の何紅薬などと恋愛沙汰になっていたりもした。正邪区別の付かない行動をする。子供の頃温家に一族を皆殺しにされ復讐を誓ったが、温儀と恋に落ち半ばで断念する。
すでに故人であるが彼の結んだ温家の、あるいは五毒教などとの恩仇の縁は後の世代を翻弄する。また、袁承志の実質的な師匠であり物語の節目ごとに彼の活躍が語られる。
穆人清（ぼく じんせい）
華山派の総帥。袁承志を含め生涯に三人しか弟子を取らなかった。明の腐敗を憂い、民衆を救うため李自成を支援する。人呼んで「神剣仙猿」。
木桑道人（もくそうどうじん）
穆人清の友人。軽功と暗器の達人でこの二つにおいては穆人清を凌ぐ腕を持つ。囲碁好きで袁承志と対戦し負ける度に武芸を一つ授ける。
程青竹（てい せいちく）
盗賊団青竹幇の幇主。本名は程本剛（てい ほんごう）。阿九の師匠。袁崇煥の配下の武将の程本直の弟。袁承志を襲うが逆に官軍から助けてもらい袁承志の配下となる。

### 明
崇禎帝（すうていてい）
明の最後の皇帝。疑心暗鬼から袁崇煥に死罪を命じてしまう。作中では暗君として描かれており、ついには李自成らの反乱を招いてしまう。
阿九（あきゅう）
程青竹の弟子。その出自に秘密を持つ美少女。袁承志を慕うが出家。『鹿鼎記』にも登場。

#### 農民軍
李自成（り じせい）
農民出身の反乱軍のリーダー。無能な崇禎帝を廃し、貧しい者を救おうという理想のために挙兵。袁承志をはじめ、江湖の好漢からも支持を受けていた。しかし、明を滅ぼした後、人柄が変わってしまう。
李岩（り がん）
李自成の部下。袁承志と意気投合し、義兄弟となる。北京陥落後、行状が悪くなった李自成を諌めるが、逆に粛清の対象にされてしまう。
劉宗敏（りゅう そうびん）
李自成の部下。闖王軍屈指の猛将だが、血の気が早い。
劉芳亮（りゅう ほうりょう）
李自成の配下の武将。
牛金星（ぎゅう きんせい）
李自成の腹心の部下。李自成に讒言をして忠良な臣下を陥れる。

### 清
ホンタイジ
清の皇帝。崇禎帝に対し「反間の計」を用い、袁崇煥を処刑させた張本人。袁承志にとっては父の仇とも言える人物。この手の小説では極悪人として描かれることの多い征服王朝の皇帝でありながら人格者として描かれており、敵だったとは言え袁崇煥に対しては尊敬の念を抱いていた。そのため、袁承志はホンタイジ暗殺を決意しながら、心に迷いを生じてしまう。
ドルゴン
ホンタイジの弟であり、清の皇太子。江湖の俠客ら同士で戦わせ、弱体化しようと計略を練る。
玉真子（ぎょくしんし）
木桑道人の弟弟子。行状が極めて悪く、若い頃は何度か木桑道人に諌められているが、弟弟子ということで命は取られなかった。だが、改心するわけでもなく、漢民族の敵である満州側に付き、袁承志を苦しめた。
祖大寿（そ だいじゅ）
もと袁崇煥の腹心の武将。明の名将であったが錦州の戦いで清軍に敗れ投降。ホンタイジ暗殺に失敗した袁承志を救う。

### 石樑派
温方達（おん ほうたつ）
石樑派温家当主。4人の弟とともに石樑派五祖と呼ばれる。
温方義（おん ほうぎ）
石樑派第二祖。単刀が武器。
温方山（おん ほうざん）
石樑派第三祖。鋼杖が武器。夏青青の祖父にあたる。
温方施（おん ほうし）
石樑派第四祖。飛刀が武器。
温方悟（おん ほうご）
石樑派第五祖。皮鞭が武器。
温儀（おん ぎ）
石樑派第三祖温方山の娘で、夏青青の母親。温家の敵の金蛇郎君と恋に落ち、夏青青を身篭り、そのために温家では白眼視される。

### 江湖の人々
焦公礼（しょう こうれい）
金龍幇の幇主で南京の顔役。
焦宛児（しょう えんじ）
焦公礼の娘。父が暗殺された後金龍幇を率いる。
閔子華（びん しか）
仙都派の門弟。兄の仇である焦公礼を討つため南京に乗り込み江湖の猛者を集める。
何鉄手（か てつしゅ）
五毒教の教主。毒を用いた攻撃を得意とし華山派を攻撃する。それがおばの何紅薬の私怨であることを知ると袁承志に弟子入りを懇願し、そのさい何惕守に改名する。鹿鼎記にも登場する。

## あらすじ

### 復讐の金蛇剣
明朝末期、北から清が流入し、皇帝は奸臣を信じ政治は腐敗。讒言により無実の罪で処刑された名将の袁崇煥の遺児の袁承志は、父の部下の手により命ながらえ、武術用兵を学びながら父の仇を討つ日を待っていた。しかし、官軍に追われ奇縁から華山に入門し、やがて山頂付近の洞窟で金蛇郎君の遺体を発見する。
袁承志の修行が終わりに近づいた頃、師父の穆人清は李自成を支援するため、袁承志を残し山を降りる。残された袁承志は興味本位から金蛇郎君の武芸を学び、師父の後を追う。
江湖に出た袁承志は、温青と名乗る美少年と知り合い、彼が盗んだ黄金をめぐる争いに巻き込まれる。その黄金は李自成軍の軍資金だった。

### ホンタイジ暗殺
温家から黄金を取り戻した袁承志は、生家を離れた夏青とともに、金蛇郎君が見つけた宝物を手に入れるべく旅に出る。旅の途中、仙都派と金龍幇の争いに立ち会うことになるが、ここにも金蛇郎君の影があった。首尾よく仙都派と金龍幇の争いを収め、金蛇郎君の宝物を手に入れた袁承志と青青は、李自成軍と合流するために再び旅立つ。ところが宝物を狙う盗賊、官軍と戦うことになり、算を乱した盗賊たちを率いて官軍を撃退する。盗賊及び降伏した官軍の信頼を得た袁承志は、北京・南京・山東・河南・浙江・福建・江西の七省の盟主となる。

### 北京落城
清の京師に入った袁承志らは、理由もわからぬまま雲南の五毒教の襲撃を受ける。一方、李自成軍も明軍を圧倒し、既に明の命運も尽きていた。
李自成に協力していた華山派は、軍から身を引き、華山に戻る。そして華山において金蛇郎君・五毒教・温家、全ての縁が終結する。

## 書誌情報
1997年4月から1997年6月にかけ、徳間書店「金庸武俠小説集」第2回刊行で出版された。
徳間書店、全3巻、岡崎由美 監修、小島早依 訳
1. 復讐の金蛇剣　ISBN 4-19-860681-1
2. ホンタイジ暗殺　ISBN 4-19-860694-3
3. 北京落城　ISBN 4-19-860710-9

2001年7月から2001年9月にかけ徳間文庫で再刊された。
徳間文庫、同上
1. 復讐の金蛇剣　ISBN 4-19-891534-2
2. ホンタイジ暗殺　ISBN 4-19-891550-4
3. 北京落城　ISBN 4-19-891569-5

## 映像化作品
映画
- 『碧血剣』 香港 1958年 - チョウ・ダーワー（袁承志）、上官筠慧（夏青青）、呉楚帆（金蛇郎君）、羅艶卿（温儀）※日本未公開
- 『情俠追風剣』 ショウ・ブラザーズ 香港 1980年 ※日本未公開
- 『碧血剣』 ショウ・ブラザーズ 香港 1981年 - 郭追（袁承志）、文雪児（夏青青）、井莉（温儀）※日本未公開
- 『ユン・ピョウ IN 妖刀秘伝』（原題：新碧血劍） 香港 1993年 - ユン・ピョウ（袁承志）

テレビドラマ
- 『碧血剣』 佳藝電視 香港 1977年 - 陳強（袁承志）、文雪児（夏青青）※日本未公開
- 『碧血剣』 無綫電視（TVB） 香港 1985年 - フェリックス・ウォン（袁承志）、荘静而（夏青青）※日本未公開
- 『金蛇郎君』 無綫電視（TVB） 香港 1993年 - 羅嘉良（金蛇郎君）※日本未公開
- 『碧血剣』 無綫電視（TVB） 香港 2000年 - ラム・カートン（袁承志）、欧子欣（夏青青）※日本未公開
- 『碧血剣』 中央電視台（CCTV） 中国 2007年 - 全30話。ボビー・ドウ（袁承志）、ホァン・シェンイー（夏青青）

ゲーム
- 『ストリートファイター オンライン』 2008年 - 何鉄手が「テイラン」として登場